# Condizione della donna in Marocco

Donne di Tangeri nel 1973.

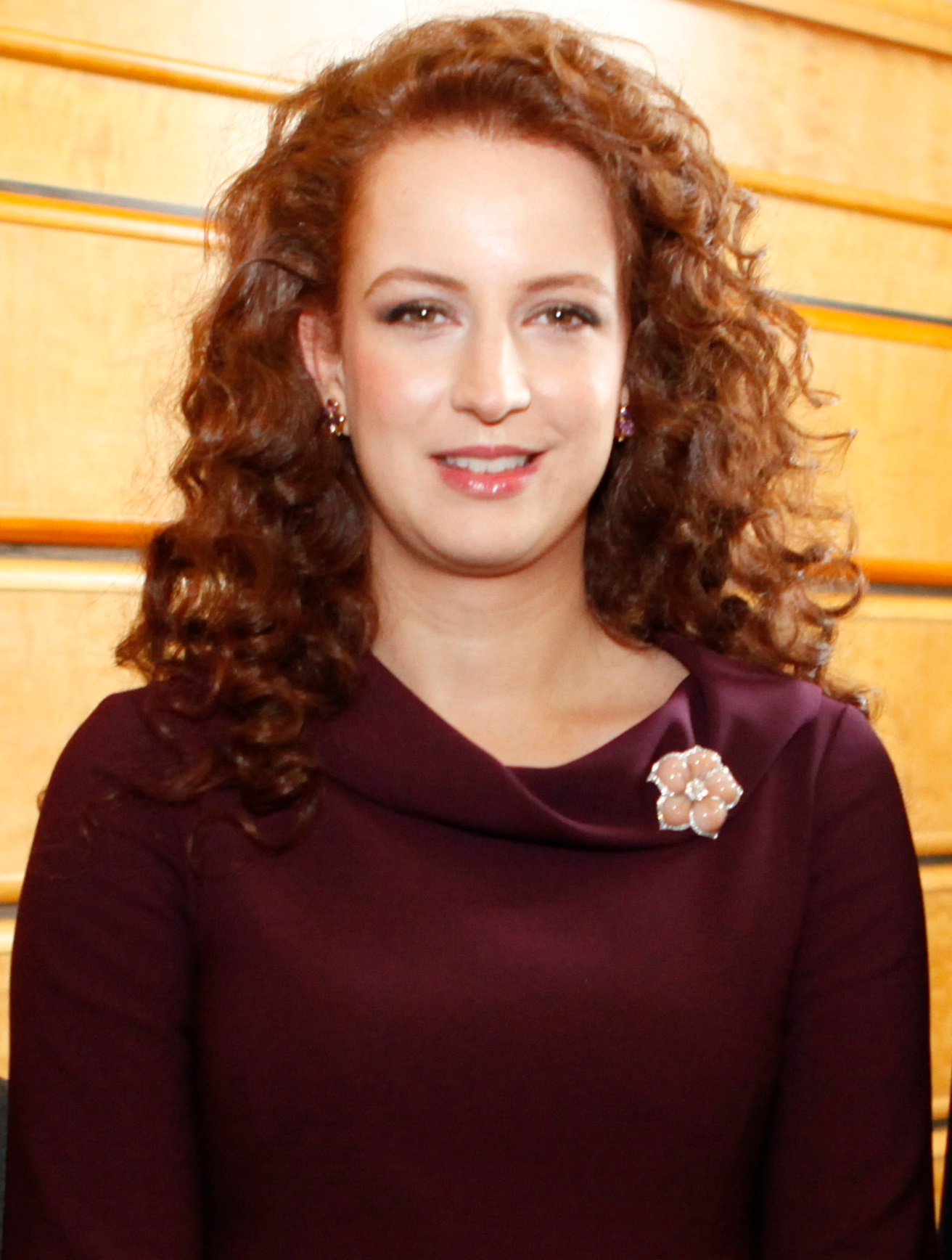
Lalla Salma, principessa consorte del Marocco.

La storia delle donne, il loro ruolo di genere, la condizione femminile e i diritti delle donne in Marocco comprendono la loro vita prima, durante e dopo l'arrivo dell'Islam nel paese del Nordafrica.
Nel 622 d.C., quando la fede musulmana giunse in terra marocchina, le donne ricevettero tre diritti religiosi fondamentali: il diritto di vivere, il diritto ad essere onorate e rispettate come madri e il diritto di lavorare ed impiegarsi professionalmente (vedi protofemminismo).
Dal 1940 fino alla dichiarazione d'indipendenza del Marocco dalla tutela dell'impero coloniale francese avvenuta nel 1956 le donne vissero in unità familiari chiuse o harem, in cui comunità estese convivevano assieme e dove le donne rimanevano isolate con il bisogno di richiedere l'autorizzazione ad un uomo prima di poter lasciare una famiglia. In quel periodo le donne sposate godevano di maggiori diritti delle donne ripudiate.
L'importanza di una donna nella società dipendeva dall'età e dallo status nella famiglia e nella comunità; le donne erano dedite ai lavori domestici, al ricamo e alle attività di artigianato, alla frequentazione della Madrasa (scuola coranica) e dei bagni noti come hammam. La tradizione degli harem è andata sparendo negli anni dopo l'indipendenza.
A seguito dell'indipendenza dalla Francia le donne poterono iniziare a frequentare scuole laiche. Con l'istituzione del codice giuridico noto come Mudawwana nel 2004, le donne marocchine ottennero i diritti di divorziare dai propri mariti, di ottenere la custodia dei figli e mantenerli, di possedere ed ereditare proprietà.
Le donne hanno coperto ruoli di trasmissione delle tradizioni orali, di forgiare le fondamenta di importanti istituzioni, di essere coinvolte nell'opera di resistenza al colonialismo e mantenendo posizioni di potere dopo la creazione dello Stato, le donne svolgevano - e continuano a farlo - un ruolo significativo in Marocco.
Ad oggi i pieni diritti delle donne, in Marocco, devono essere ancora pienamente acquisiti.
Nonostante non sia uno Stato fortemente repressivo, le donne devono vedersi riconoscere alcuni diritti completamente: come il diritto all'aborto (legale solo in 3 casi), l'abolizione completa della poligamia (fortemente ostacolata, ma di fatto ancora legale), e la stessa quota di eredità. Si sono però compiuti dei considerevoli passi nel campo dei diritti delle donne, come la concessione del voto nel 1959, l'abolizione del matrimonio riparatore nel gennaio 2014, il divieto del burqa (gennaio 2017) e l'attuazione di una legge contro la violenza sulle donne nel dicembre 2018.
Il "Gender Inequality Index" per il 2013 era fissato a 0,460 (alla 92ª posizione su 152 paesi), la mortalità materna era di 100 morti su 100.000, le donne presenti in parlamento rappresentavano l'11% del totale e le ragazze che possedevano un'istruzione secondaria erano il 20,1% del totale.
La situazione è vistosamente migliorata secondo il Gender Gap Report del 2019, anche se scesa molto di posizioni. Il Marocco infatti si classifica 143º su 153 paesi analizzati, con un punteggio di 0,605 su 1,000, ma comunque migliore rispetto al 2006 (punteggio 0,583 e 107ª posizione) e 2012 quando il valore era di 0,5845 (alla 129ª posizione su 144 paesi).
Le donne oggi costituiscono il 23,1% della forza lavorativa nel Paese. Il tasso di alfabetizzazione femminile nel Paese è del 64,6% e le donne che posseggono un'istruzione primaria, secondaria e terziaria sono rispettivamente il 97%, 64,5% e 35,7%. Le donne componenti il Parlamento sono il 20,5% e le donne ministro sono il 5,6% del totale. L'età delle donne alla nascita del primo figlio è di 30,2 anni e la media di figli è di 2,42 a donna, su 100.000 donne ne muoiono circa 70 di parto naturale.
Il Global Gender Gap Report 2021 posiziona il Marocco 144º su 156 paesi analizzati con un punteggio di 0,612 su 1,000

## Storia

### Le donne berbere

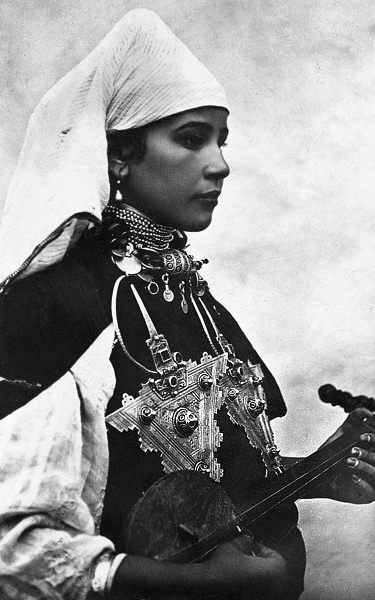
Musicista berbera all'inizio del XX secolo.

Prima della diffusione islamica nel territorio, che portò con sé anche la Conquista omayyade del Nord Africa, il Marocco era parte di una macroregione abitata prevalentemente da popolazioni di etnia berbera. Diverse tra queste tribù nel corso del IV, V e VI secolo osservavano una linea di discendenza di matrilinearità, come ad esempio le tribù dei Tuareg. Fu osservato che, come tali, le donne berbere assumevano un ruolo significativo all'interno delle comunità locali; ciò fu particolarmente evidente attraverso la figura di Kahina, nota leader militare berbera che combatté contro l'espansione araba e musulmana in Nordafrica.
Le donne berbere ebbero anche una posizione duratura nel folclore marocchino, una posizione precedente alla conquista arabo-musulmana della regione del Maghreb.
Si ritiene che la storia di Aisha Kandisha sia esistita da almeno il VII secolo; si possono trovare differenti varianti del suo nome, tra cui quelli di Lalla Aicha e Aicha Hamdouchia. Proveniente dall'epoca preislamica del Marocco si dice che ella fosse un jinn femminile che poteva prendere la forma di molteplici esseri, tra cui una mezza capra.
A differenza di altre figure demoniache presenti nel folclore marocchino, ella appare principalmente nei sogni degli uomini e si dice che possa condurre all'impotenza. Tale visione folcloristica rimane a tutt'oggi ampiamente diffusa in tutto il paese.

### Formazione delle istituzioni islamiche (680-900)
A seguito dell'espansione arabo-musulmana nella regione le donne assunsero ruoli significativi nel fondamento istituzionale dei punti di riferimento valoriali che continuano a funzionare ancor'oggi. Ad esempio Fatima al-Fihri è accreditata come la fondatrice della moschea di al-Qarawiyyin nel 859, dalla quale si sviluppò una madrasa che divenne l'Università al-Qarawiyyin nel 1963, la prima istituzione di istruzione superiore universitaria a Fès.
La sorella di Fatima, Mariam, fu la fondatrice della prima moschea di quella stessa città.

### Espansionismo imperiale in Nordafrica e colonialismo (1600-1956)
Nell'ambito di un più ampio progetto imperialista francese che giustificava la colonizzazione del Marocco e del Maghreb in generale le narrazioni europee sulle donne marocchine vennero fissate dalle immagini orientali che si davano di esse. Le narrazioni dominanti descrivevano le donne marocchine come docili, oppresse e bisognose di essere salvate.
Di conseguenza l'esperienza marocchina delle donne sotto il colonialismo fu il risultato di più intersezioni del potere e del patriarcato. Ad esempio a seguito di una tendenza crescente dell'esproprio delle terre da parte dei francesi, il che spinse le famiglie marocchine rurali via dalle loro case e terreni, molte donne migrarono nelle aree maggiormente urbanizzate in cerca di opportunità economiche, in particolare a Casablanca.
Dopo la migrazione molte di queste donne furono costrette alla prostituzione, soprattutto per una mancanza dei documenti formali d'identificazione, una politica quest'ultima istituita dai francesi.

#### Donne nella resistenza anticolonialista
Proprio come le donne marocchine furono oggetto di una forma di colonialismo di genere, anche la loro resistenza fu di genere. Le tradizioni orali femminili furono una forma unica di diffusione di storie di resistenza, spesso ispirate dalle tradizioni orali islamiche esistenti di donne guerriere le quali combatterono nella primissima fase della storia islamica, come i racconti riguardanti Hind bint 'Utba e Sukayna bint al-Husayn.
Le donne marocchine, soprattutto quelle coinvolte attivamente nella resistenza armata, principalmente nella regione settentrionale del Rif, adottarono le proprie esperienze di lotta contro il colonialismo entro i quadri preesistenti delle tradizioni orali affrontanti il tema delle donne in guerra. La narrazione di questi eventi svolse un ruolo significativo nella concezione dei ricordi e delle identità post-coloniali tra le donne.
Oltre alle tradizioni orali delle donne coinvolte nella resistenza armata, un ruolo rivolto soprattutto alle donne di alta classe sociale, le donne di alto livello furono fortemente coinvolte nella politica nazionalista di resistenza. Il Partito dell'Indipendenza fu la principale forza di mobilitazione primaria del Marocco riunitosi contro il regime coloniale francese. Il partito incluse la partecipazione di varie élite marocchine di famiglie ricche ed istruite, come Malika Al-Fassi, dell'influente famiglia di Al-Fassi.
Vi fu una stretta collaborazione tra donne come Malika, figure importanti nella resistenza politica, e donne come Fatima Roudania, combattente armata nella resistenza di classe operaia. Le donne più ricche coinvolte col partito indipendentista fornirono servizi educativi per formare le donne di classe inferiore coinvolte nella resistenza armata, assistendo alla proliferazione della letteratura e alla produzione di conoscenze nazionaliste, oltre a fornire protezione nascondendo le donne che combattevano contro i francesi.
Molte delle donne marocchine coinvolte nella lotta armata videro spesso la presenza pubblica di donne impegnate in altre lotte resistenziali nella regione come fonte di ispirazione, come accadde anche in Algeria e Palestina con donne come Djamila Bouhired e Leila Khaled.

### Indipendenza (post 1956)

#### Letteratura, produzione di conoscenze, espressione artistica

La scrittrice e sociologa marocchina Fatema Mernissi.

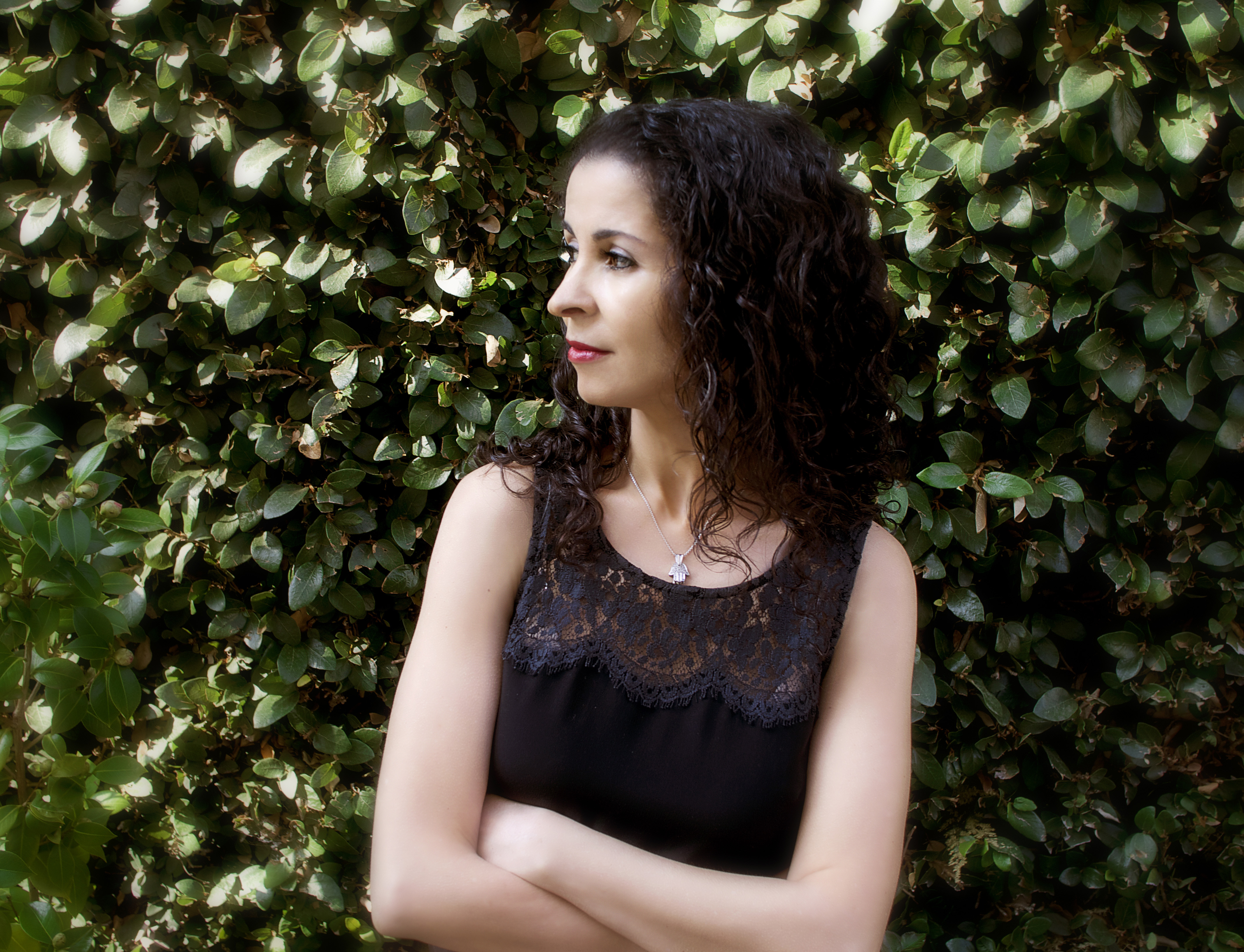
Laila Lalami, scrittrice marocchina.

A seguito dell'indipendenza le donne marocchine si ritrovarono all'avanguardia nella produzione della conoscenza e nelle espressioni artistiche, tutte cose che modificarono nuovamente la concezione e la precezione di un'identità marocchina post-colonialista.
Fatema Mernissi, per esempio, emerse come figura critica nella produzione di conoscenze sugli studi di genere in Marocco.
Laila Lalami divenne anche una figura popolare nella letteratura del Marocco, essendo la prima autrice marocchina a pubblicare un libro di fiction in lingua inglese.
Altre donne che ottennero un'importanza rilevante attraverso il loro lavoro pubblicato includono Leila Abouzeid, Latifa Baka, Khnata Bennouna, Farida Diorui e Bahaa Trabelsi.

Anche le artiste marocchine riuscirono a guadagnarsi una popolarità regionale e internazionale, tra cui Lalla Essaydi, Samira Said, la franco-marocchina Amel Bent, Najat Aatabou, Dounia Batma e Naima Samih.

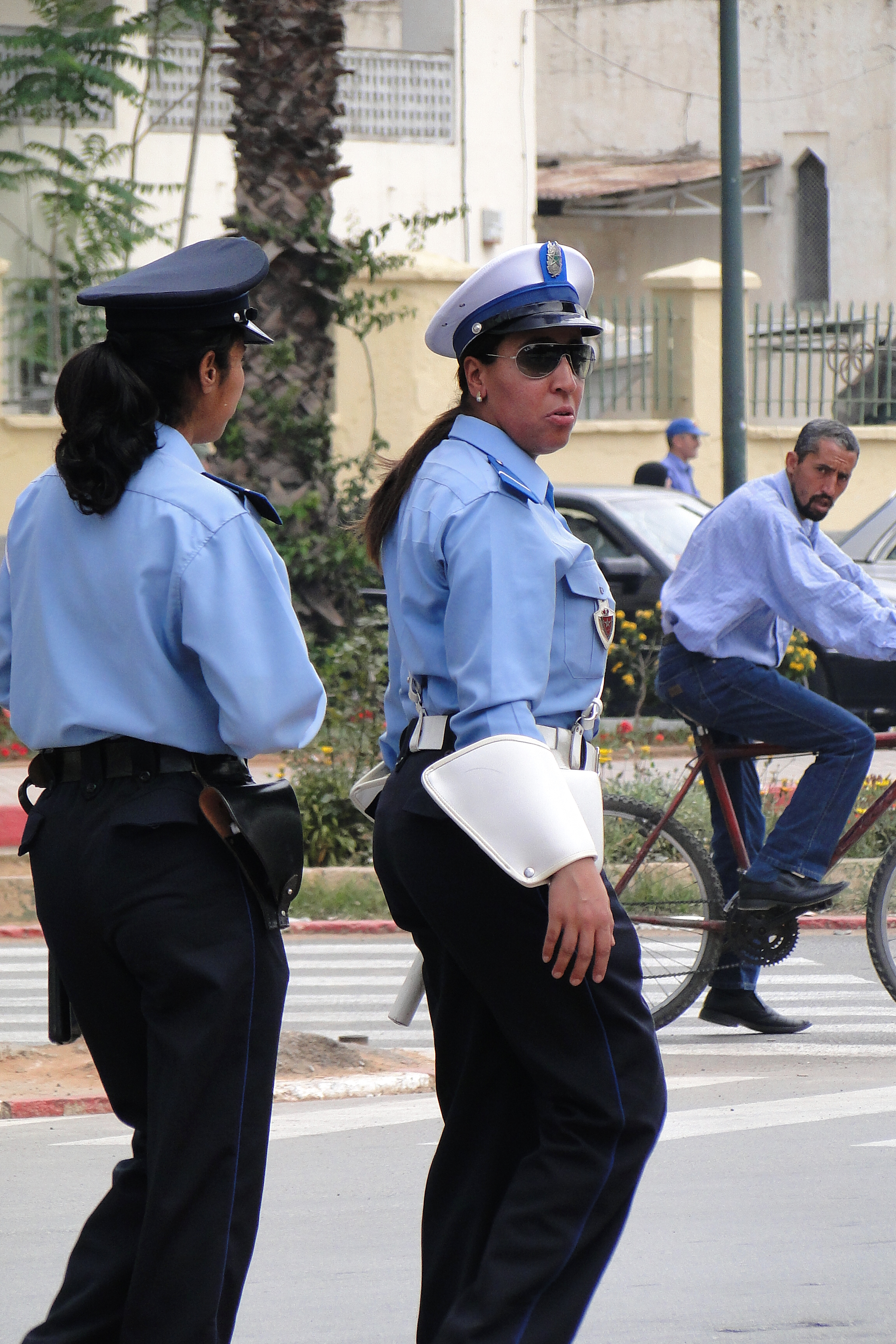
Vigilesse urbane

## Aborto in Marocco
L'aborto in Marocco è illegale. Secondo l'articolo 453 del codice di diritto penale, l'interruzione di gravidanza viene consentita solo se la salute fisica della madre risulta essere minacciata.
È stato recentemente approvato un emendamento alla legge sull'aborto; questo consente l'aborto in caso di stupro, incesto e disfunzione fetale.
Il dibattito sulla legge sull'aborto del Marocco è stato aperto dopo che l'Associazione marocchina per la lotta contro l'aborto clandestino (AMLAC) ha riferito che 800 aborti illegali vengono eseguiti quotidianamente a livello nazionale. Il dottor Chafik Chraibi, ex primario di ginecologia e ostetricia presso il "Matérnité des Orangers" di Rabat e fondatore di AMLAC, ha supervisionato lo studio.

## Maltrattamenti
Il fenomeno delle molestie nei confronti di giovani donne marocchine è molto diffuso. Per combattere questa cultura intrisa di misoginia, una serie di donne marocchine si sono ribellate ed hanno denunciato il loro abusatore.
C'è anche la richiesta di sostenere il sistema giuridico per garantire la sicurezza delle donne e punire l'abusatore. Nonostante una legge che protegge le donne dall'abuso, il vero problema è che non esiste alcuna intenzione concreta a perseguire la legge contro questo comportamento.
A settembre 2018, dopo che se ne discuteva dal 2013, una legge contro la violenza sulle donne è stata definitivamente approvata ed è entrata in vigore nel dicembre 2018.

### Abolizione del matrimonio riparatore e richieste di riforme
Al di fuori dell'ambito della politica formale le donne si resero attive in vari progetti di avvocatura e riforme legali.
Soprattutto, dopo il suicidio di Amina Filali, una giovane ragazza che venne costretta a sposare il rapitore, diverse organizzazioni marocchine femminili, come l'"Union de l'Action Feminine", spinsero in direzione di una riforma dell'articolo 475 dal codice penale.
Prima della campagna nazionale l'articolo 475 era la legge citata dal giudice del caso di Amina Filali che affermava che un rapitore avrebbe potuto essere assolto dalle accuse se sposava la sua vittima.. Il matrimonio riparatore è stato abolito il 23 gennaio 2014
Le donne inoltre continuano a partecipare a gruppi di pressione con l'intento di riformare le leggi sul codice personale (Mudawana). Il Mudawana venne inizialmente codificato in seguito all'indipendenza e fu utilizzato come strumento per il consolidamento immediato del potere dello Stato.
Dopo la salita al trono di Mohammed VI nel 1999 la riforma della Mudawana divenne una piattaforma importante che guidò i primi anni del suo regno. Le varie organizzazioni femminili sostennero queste misure, come l'"Unione dell'azione Féminine" (UAF) e l'"Association Marocaine pour les Droits des Femmes" (ADFM).
Nel 2004 alcune delle riforme prevedevano misure più rigorose per gli uomini che desideravano sposare altre mogli, una maggiore celerità per gli atti di divorzio avviato dalla moglie, diritti di eredità più equi per le donne e l'aumento dell'età legale del matrimonio per le donne.
La ricezione di queste riforme al Mudawana variava tra le classi e lo spettro politico. Mentre i membri dei suddetti UAF e ADFM sostennero queste misure, diversi gruppi, come l'islamista Giustizia e Carità, si sono opposti a queste misure sostenendo che esse erano "ispirate al modello occidentale" e radicate nelle misure femministe di neoliberismo della Banca Mondiale.

## Donne in politica

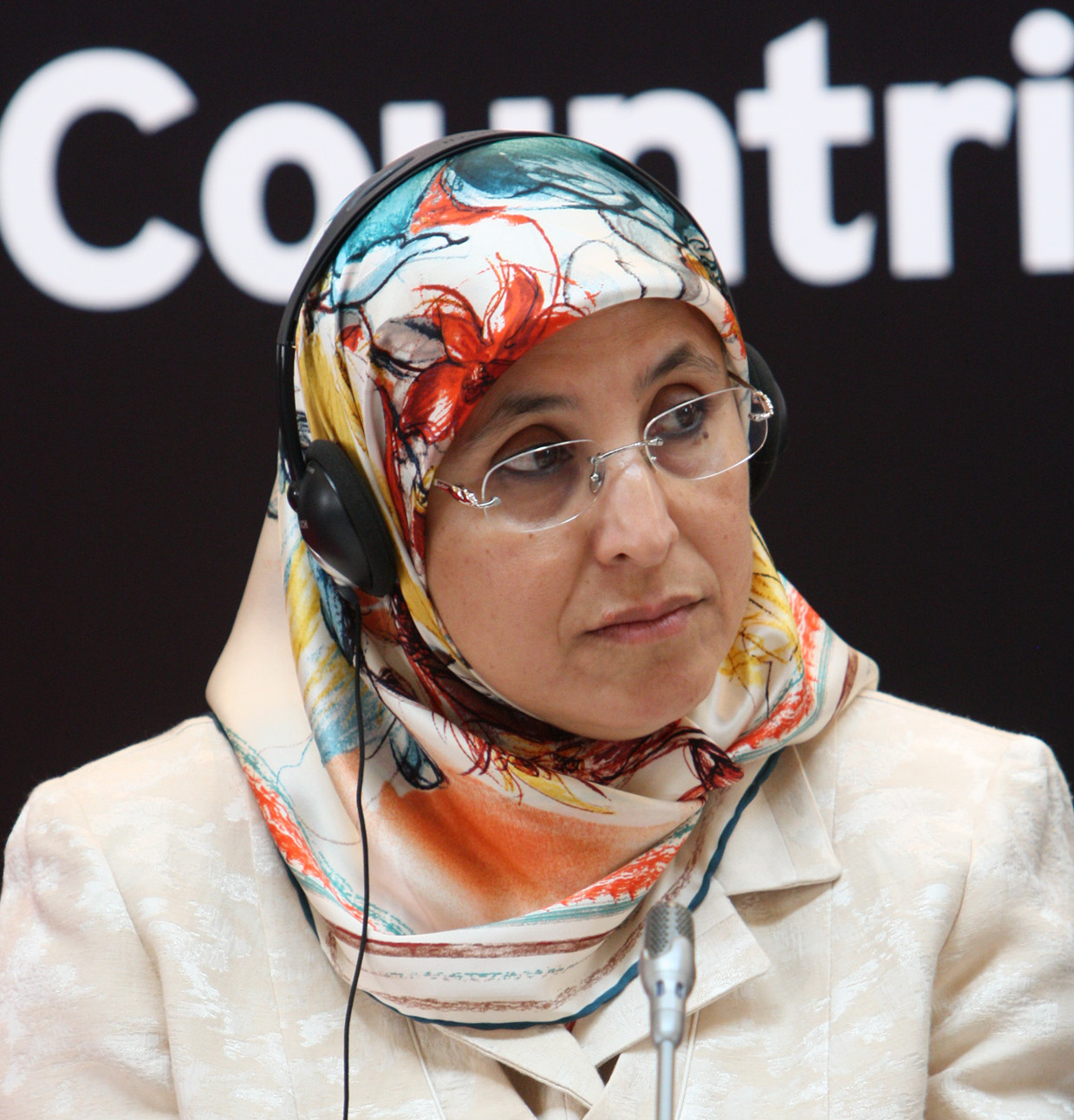
Bassima Hakkaoui, ministro marocchino per la solidarietà, le donne, la famiglia e lo sviluppo sociale (dal 2012 al 2019) nel corso di una conferenza economica a Londra.

Oltre all'arte e alla letteratura le donne marocchine furono pubblicamente presenti nella definizione della politica contemporanea.
Nel 1961 l'"Unione Progressista delle Donne Marocchine" nacque come una delle prime organizzazioni esclusivamente femminili in Marocco.
La principessa 'A'isha del Marocco, la sorella minore del re Hassan II divenne la presidentessa di un'altra organizzazione femminile, chiamata "Union Nationale des Femmes Marocaines".
Altre organizzazioni femminili vennero create subito dopo l'indipendenza con l'obiettivo di far avanzare la causa dei diritti delle donne, come l'"Associazione Democratica delle donne marocchine" e l'"Union de l'Action femminine".
Nel 1993 vi sono le prime due donne parlamentari: Latifa Bennani-Smires e Badia Skalli.
Tra le altre, diverse donne marocchine ebbero una posizione nell'ambito governativo, nello stesso apparato di governo e nei ranghi politici, tra cui Asma Chaabi (prima donna sindaco di un centro urbano in Marocco, nella città di Essaouira, dal 2003 al 2009), Nawal El Moutawakel, Bassima Hakkaoui (dal 3 gennaio 2012 al 9 ottobre 2019), Nouzha Skalli e Mbarka Bouaida. Amina Benkhadra è stata ministro dell'acqua, energia e minerali dall'8 ottobre 2007 al 3 gennaio 2012.

Al contrario, le donne furono anche all'avanguardia nel dissenso e nell'opposizione, con la conseguenza che spesso si trovarono di fronte al carcere e a molestie da parte del governo. Tra queste vi sono Nadia Yassine e Khadija Riyadi.

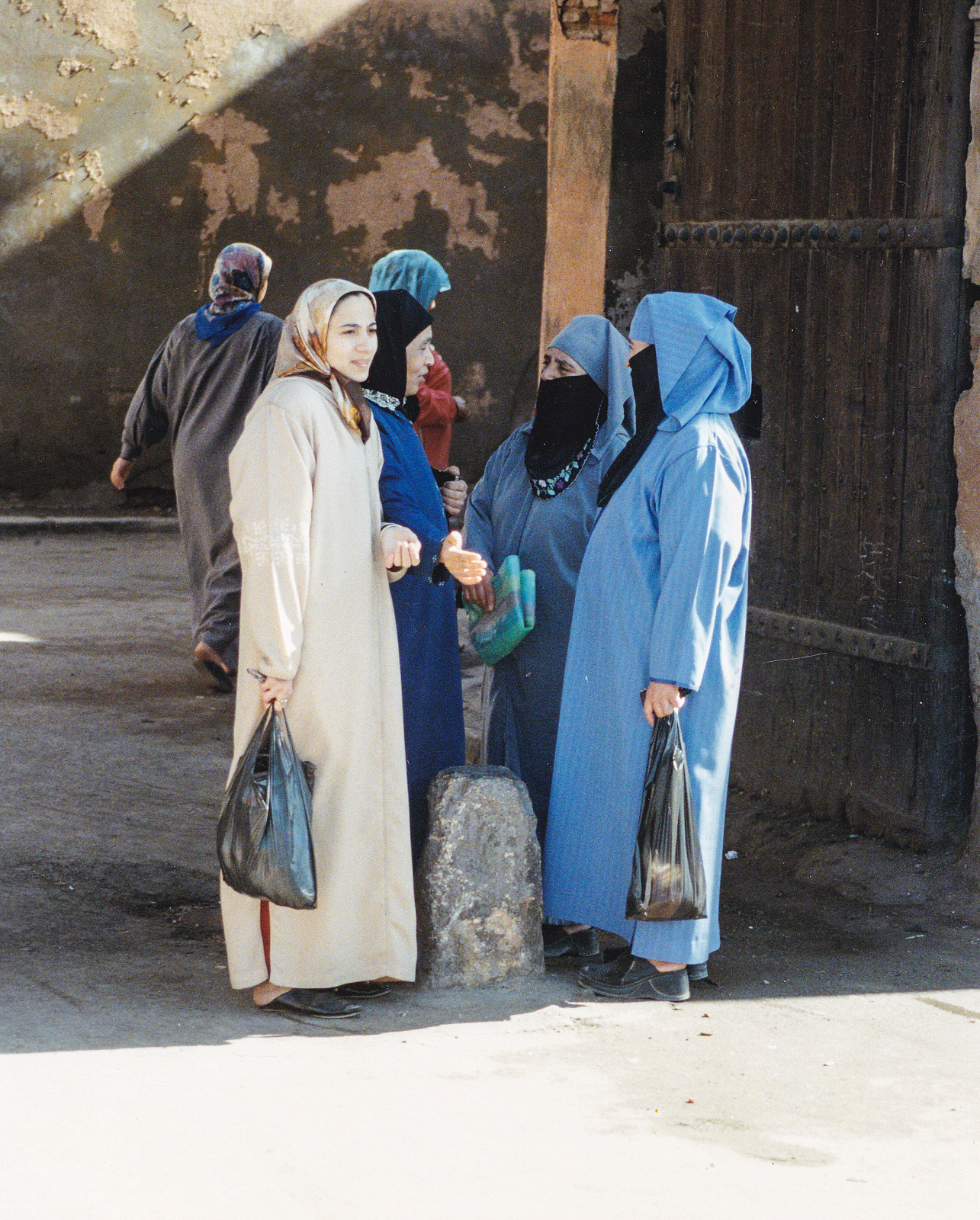
In Marocco molte donne usano il velo.

All'inizio della versione marocchina della primavera araba, iniziata nel dicembre 2010 a seguito dell'auto-immolazione del venditore di frutta tunisino Mohamed Bouazizi, una madre, Fadoua Laroui, si è lasciata bruciare viva davanti ad un ufficio comunale in segno di protesta contro la risposta negativa ad una domanda di alloggio pubblico. Laroui venne soprannominata da alcuni come la "Bouazizi femminile versione marocchina".

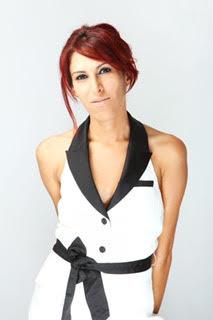
La giornalista e attivista femminista Fedwa Misk.

A causa di questa crescente voce femminile presente in politica la relativa rappresentanza in parlamento è aumentata notevolmente, passando dall'1% del 2003 al 17% nel 2015; Il Codice di famiglia del 2004 è uno dei più progressisti del mondo arabo; nel 1993 il Marocco ha ratificato un accordo internazionale sull'uguaglianza di genere che fornì una leva per ulteriori progressi nella legislazione interna.
A seguito dell'aumento della rappresentatività il Marocco ha registrato miglioramenti in termini di salute e risultati sociali delle donne: il tasso di fertilità è oggi uno dei più bassi della regione; il tasso di mortalità materno è diminuito di due terzi in soli due decenni; l'ammissione alla scuola primaria delle ragazze è aumentata dal 52% nel 1991 al 112% nel 2012 (a causa della ri-iscrizione); mentre appena sotto il 23% sono le donne diplomate (secondo i dati del 2011).
Nel 2022, nessuna donna ha mai ricoperto la carica di Capo di Stato, né di Primo ministro, e nemmeno di presidente di una delle due Camere del Marocco (Camera dei rappresentanti e Camera dei consiglieri).

### Donne ministro
Nonostante il fatto che il Marocco abbia ratificato la Convenzione sull'eliminazione di ogni forma di discriminazione della donna (CEDAW), la rappresentanza politica delle donne in rimane relativamente bassa; dopo le Elezioni parlamentari in Marocco del 2011 solo una donna venne nominata ministro.
Come altri paesi vicini, il Marocco introdusse nel 2011 la legge n. 59-11, che creò un sistema di quote che assegnava alle donne un terzo dei seggi nella Camera bassa del Parlamento; conseguentemente 66 dei 395 seggi nella Camera bassa appartengono alle donne a partire dal 2011.
Nel nuovo Governo di Aziz Akhannouch, in carica dal 7 ottobre 2021, per la prima volta, vi sono 7 donne ministro su 24:
- Nadia Fettah Alaoui è la prima donna ministro dell'economia e finanza
- Fatima Zahra Ammor come ministro del turismo e dell'artigianato
- Nabila Rmili come ministro della salute e della protezione sociale
- Fatima-Zahra Mansouri come ministro degli alloggi
- Ghita Mezzour come ministro delegato al Capo del Governo in carica, della Transizione Digitale e delle Riforme Amministrative
- Aouatif Hayar come ministro della donna, della famiglia e dell'integrazione sociale
- Leila Benali come ministro della Transizione Energetica e dello Sviluppo Sostenibile.

Sempre nell'ottobre 2021, per la prima volta in Marocco, le prime 3 città più grandi del Paese avranno un sindaco donna:
- Nabila Rmili è la prima donna sindaco di Casablanca, capitale economica del Marocco
- Fatima-Zahra Mansouri ricopre per la seconda volta la carica di sindaco di Marrakech, capitale turistica del Marocco (primo incarico dal 2009 al 2015)
- Asmaa Rhlalou è la prima donna sindaco di Rabat, capitale amministrativa del Marocco